# Parque nacional de Yorkshire Dales

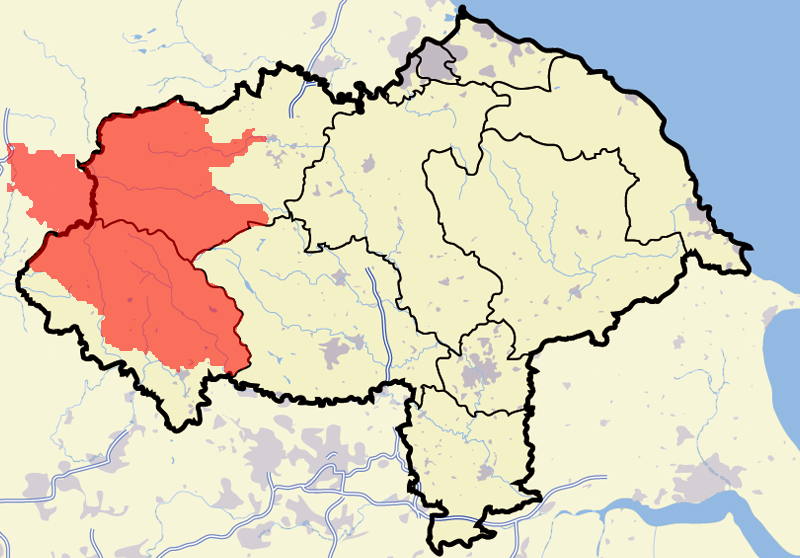
Parque nacional de Yorkshire Dales en North Yorkshire.

Los Yorkshire Dales (también conocidos como The Dales) es el nombre que se le da a un área de tierras altas, en el Norte de Inglaterra. Parte del territorio forma parte de un parque nacional en North Yorkshire, Inglaterra (Reino Unido). 
La zona queda dentro de los límites del condado histórico de Yorkshire, aunque se extiende sobre los condados ceremoniales de North Yorkshire, West Yorkshire y Cumbria. 
The Dales es una serie de valles fluviales y los montes entre ellos, que se alzan desde el Valle de York hacia el oeste hasta las cumbres de las montañas de la principal vertiende penina. en algunos lugares la zona de Dales se extiende incluso hacia el oeste cruzando la vertiende, pero la mayoría de los valles desaguan hacia el este al valle de York, en el río Ouse y luego el Humber. 
La palabra dale viene de la palabra nórdico/germánica que significa "valle", y es la que se usa en nombres de valles en Yorkshire y, en general, en el norte de Inglaterra pero desde la creación del parque nacional, el nombre de Yorkshire Dales ha pasado a referirse específicamente a estos valles occidentales y a la zona de valles y colinas al este del valle de York ahora se les llama North York Moors por el parque nacional creado allí.

## Geografía
La mayoría de los valles en el Yorkshire Dales reciben su nombre del río o corriente que los cruza (p.e. Arkengarthdale, formado por Arkle Beck). La excepción más conocida a esta regla es Wensleydale, que recibe su nombre de la ciudad de Wensley y no del río Ure, aunque un nombre más antiguo para el valle es Yoredale. De hecho, los valles de todo Yorkshire son llamado por "(nombre del río)+dale"- salvo los valles más septentrionales de Yorkshire (y sólo los tramos superiores, rurales) son incluidos en el término "The Dales". Por ejemplo, la línea fronteriza meridional queda en Wharfedale y Airedale. Los tramos inferiores de estos valles no son incluidos usualmente en la zona, y Calderdale mucho más al sur, nunca sería normalmente considerada parte de "The Dales" incluso aunque es un valle, está en Yorkshire y los tramos superiores son pintorescos y rurales como muchos otros valles más al norte.
El escenario característico de los Dales es pastos verdes separados por muros construidos a la piedra seca en los que pastan ovejas y vacas. Los valles en sí tienen forma de "U" y de "V", que fueron ampliados y formados por glaciares, principalmente en los más recientes, de la edad de hielo de Würm. Muchas de las zonas superiores consisten en páramos de brezo usados para cazar urogallos en los meses posteriores al 12 de agosto de cada año (el Glorious Twelfth).
Debido a la caliza que atraviesa los Dales hay un amplio sistema de cuevas por toda la región, haciendo de ella una de las principales zonas de espeleología en el Reino Unido. Muchas de ellas se encuentran abiertas al público.

## Parque Nacional
En 1954, una superficie de 1770 km² fue calificada como Yorkshire Dales National Park. La mayoría del parque nacional está en North Yorkshire, aunque parte queda dentro de Cumbria. Sin embargo, todo el parque queda dentro de los límites tradicionales de Yorkshire, dividido entre North Riding y West Riding. El parque queda a unos 80 km al noreste de Mánchester; Leeds y Bradford quedan al sur, mientras que Kendal está al oeste y Darlington al Este.

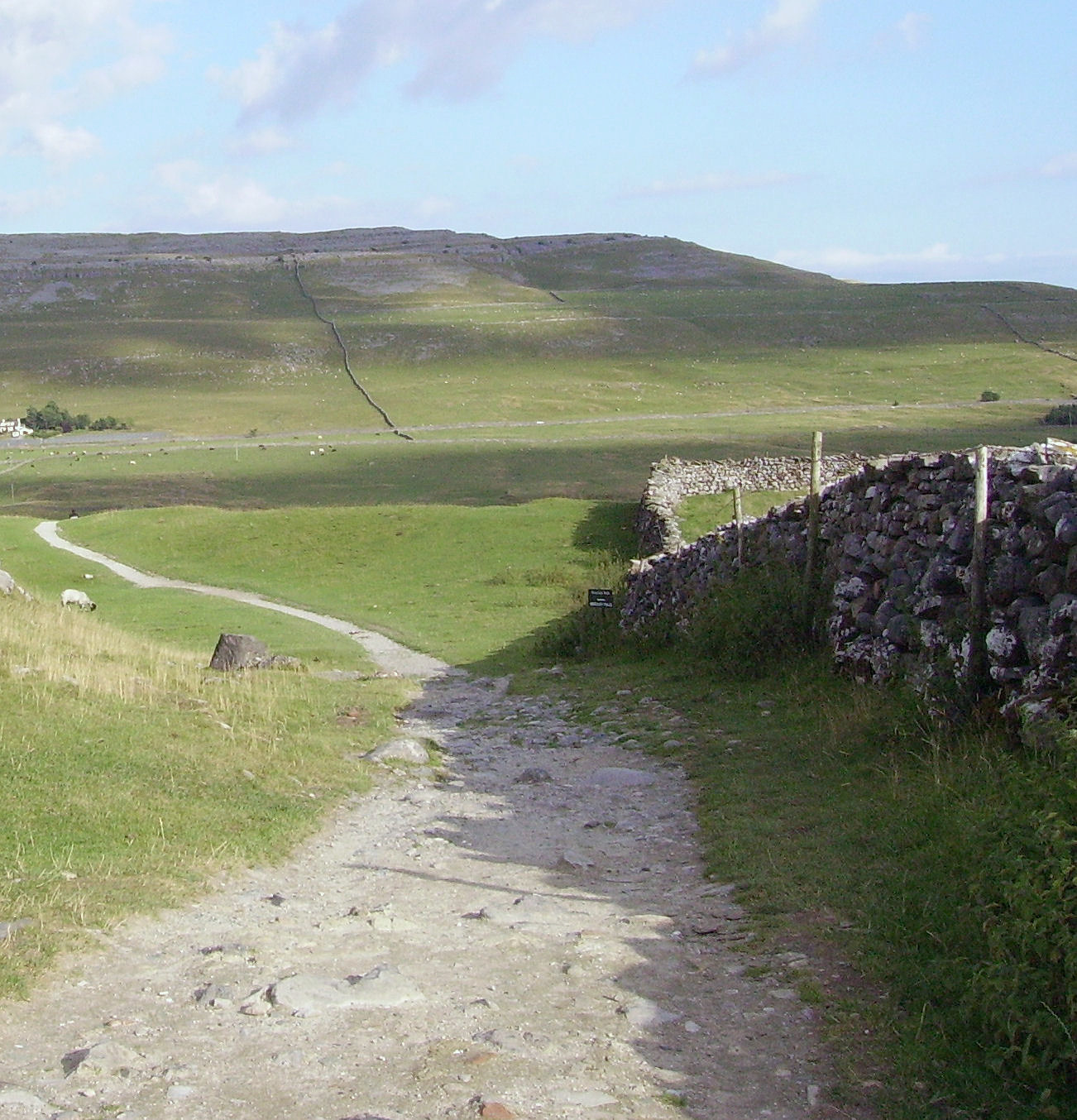
Colinas de caliza y muros a la piedra seca en el oeste de los Yorkshire Dales. Esta parte del parque nacional es popular entre los senderistas debido a la presencia de "los tres picos de Yorkshire".

Alrededor de 20.000 habitantes viven y trabajan en el parque, que atrae a más de 8 millones de visitantes cada año. La zona tiene una gran colección de actividades para los visitantes. Por ejemplo, mucha gente viene a los "Dales" para hacer senderismo o ejercicio. El parque nacional está cruzado por senderos de largo recorrido entre ellos el Pennine Way, el Dales Way, el Coast to Coast Path y el último sendero nacional - el Pennine Bridleway. También es popular recorrerlo en bicicleta, habiendo diversas sendas ciclables.
El parque tiene su propio museo, el Dales Countryside Museum, albergado en una conversión de la estación de ferrocarril de Hawes en Wensleydale en el norte del parque. El parque tiene 5 centros de visitantes ubicados en los principales destinos del parque. Estos se encuentran en:
- Aysgarth Falls
- Grassington
- Hawes
- Malham
- Reeth